# Selvbestemmelsesteorien
 Der er for få eller ingen kildehenvisninger i denne artikel, hvilket er et problem. Du kan hjælpe ved at angive troværdige kilder til de påstande, som fremføres i artiklen.

Selvbestemmelsesteorien hedder oprindeligt "Self-Determination Theory". Den er baseret på eksperimentelle forsøg, og de to mænd, som står bag teorien, hedder Eward L. Deci og Richard M. Ryan. Teorien har tre primære komponenter: tilhørsforhold, autonomi og kompetence. 
- Tilhørsforhold handler om at være en del af en social sammenhæng, og at det betyder noget, hvad andre siger og mener om det, individet foretager sig.
- Autonomi handler om at være sin egen herre og vigtigheden af at handle ud fra ens egen overbevisning i stedet for at blive dikteret og adlyde andres ordrer.
- Kompetence handler om at have viden og troen på, at man er i stand til at udføre en given handling.

Teorier som empowerment er lavet ud fra selvbestemmelsesteorien.
| Psi | Spire Denne artikel om psykologi er en spire som bør udbygges. Du er velkommen til at hjælpe Wikipedia ved at udvide den. |